# Ahoghill
Ahoghill (Iers:Achadh Eochaille) is een plaats in het Noord-Ierse County Antrim.
Ahoghill telt 3027 inwoners. Van de bevolking is 92,3% protestant en 5,8% katholiek.

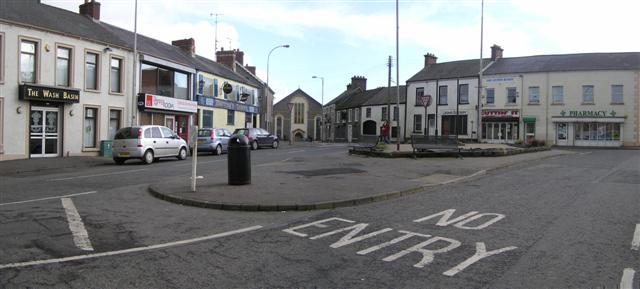
Centrum van Ahoghill
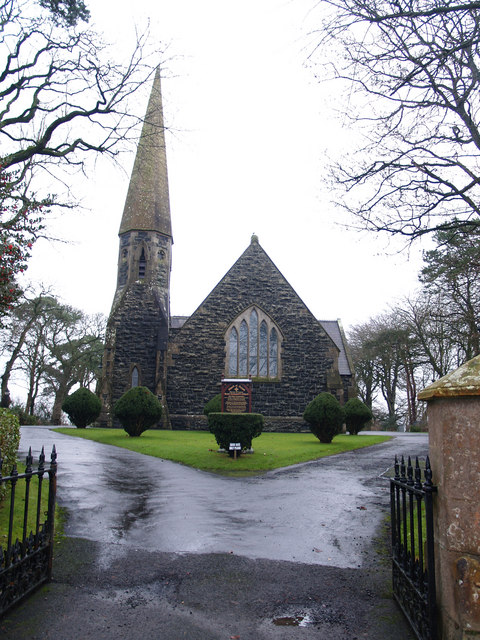
Kerk van Ahoghill